# کوانتوم اسپرسو
کوانتوم اسپرسو (به انگلیسی: Quantum ESPRESSO) یک بسته محاسباتی برای محاسبهٔ ساختار الکترونیکی جامدات و مدل‌سازی مواد است که به صورت رایگان و به عنوان نرم‌افزار آزاد تحت پروانه جامع همگانی گنو توزیع شده‌است. این کد برپایهٔ نظریه تابعی چگالی، مجموعه پایه‌های موج تخت، و شبه پتانسیل‌ها (با رعایت شرط نرمال) کار می‌کند. واژهٔ اسپرسو در انگلیسی سرواژهٔ نرم‌افزار باز برای تحقیقات در ساختارهای الکترونیکی، شبیه‌سازی و بهینه‌سازی (به انگلیسی: opEn-Source Package for Research in Electronic Structure, Simulation, and Optimization) است.
توابع اصلی موج تخت در کوانتوم اسپرسو توسط کد PWscf محاسبه می‌شود (PWscf قبلاً به عنوان یک پروژه مستقل وجود داشته). PWscf (میدان خودسازگار با موج تخت (به انگلیسی: Plane-Wave Self-Consistent Field)) مجموعه‌ای از کدهای محاسباتی برای محاسبات ساختار الکترونیکی در نظریه تابعی چگالی و تئوری اختلال با استفاده از مجموعه پایه‌های موج تخت و شبه پتانسیل‌ها است. این نرم‌افزار تحت پروانه جامع همگانی گنو منتشر می‌شود.
آخرین نسخه کوانتوم اسپرسو ورژن ۷٫۳ در ۳۱ مارس ۲۰۰۱ منتشر شد.

## پروژه کوانتوم اسپرسو
کوانتوم اسپرسو یک پروژه باز در مرکز شبیه‌سازی ملی ایتالیا در تریست است و همکارانی در مراکز مختلف در سراسر جهان مانند اِم‌آی‌تی، دانشگاه پرینستون، دانشگاه مینه‌سوتا و دانشکده پلی‌تکنیک فدرال لوزان دارد. این پروژه توسط بنیاد کوانتوم اسپرسو که متشکل از بسیاری از گروه‌ها و مراکز تحقیقاتی جهان است اداره می‌شود. اولین نسخه آن در تاریخ ۱۵ ژوئن ۲۰۲۱ منتشر شد.
این برنامه که عمدتاً بر پایهٔ فرترن یا فرترن-۷۷ و سی نوشته شده‌است، از ترکیب و بهینه‌سازی مجدد بسته‌های مستقل، طراحی شده‌است و امکان انجام کارهای پیشرفته تری را فراهم می‌کند.
نرم‌افزار اصلی که شامل Pwscf است معادلات کوهن-شام را به صورت خودسازگار، برای مواد جامد با ساختار تناوبی را حل می‌کند. همچنین شامل بسته‌هایی برای انجام محاسبات دینامیک مولکولی، تولید شبه پتانسیل و محاسبهٔ باندهای الاستیک است. همچنین پکیج فونون تئوری اختلال تابع چگالی را برای محاسبه مشتقات درجه دوم و سوم انرژی با توجه به جابجایی‌های اتمی مدل‌سازی می‌کند.

## مسائل هدف
- محاسبات حالت پایه
- بهینه‌سازی ساختار
- حالات گذار و مسیرهای حداقل انرژی
- پاسخ سیستم به اختلال، مانند فرکانس‌های فونون، برهم‌کنش‌های الکترون-فونون و تغییرات شیمیایی تشدید پارامغناطیسی الکترون و رزونانس مغناطیسی هسته‌ای
- دینامیک مولکولی ابتدا به ساکن
- خواص طیف‌سنجی[۴][۵]
- خواص کوانتومی
- تولید شبه پتانسیل

اجزای اصلی نرم‌افزار کوانتوم اسپرسو جهت بهره‌برداری از ابر رایانه‌های امروزی طراحی شده‌است. موازی سازی با استفاده از موازی سازهای ام‌پی‌آی و اپن ام‌پی محقق می‌شود و به کدهای اصلی اجازه توزیع می‌دهد تا به صورت موازی روی اکثر یا همه ماشین‌های موازی با عملکرد بسیار خوب اجرا شوند.